# Айти-гакуин
Университет «Айти-гакуин» (яп. 愛知学院大学 Айти гакуин дайгаку)　— частный японский университет, расположенный в префектуре Айти. Основан в 1876 году как училище дзэнской школы Сото-сю. Статус университета получил в 1953 году. В 2003 году, на пятидесятилетие обретения статуса университета, бывший Президент США Билл Клинтон был приглашен читать лекцию студентам.

## Здания
Университет разделён на четыре университетских городка:
- Ниссин — администрация и основные институты;
- Мэйдзё-коэн близ парка Мэйдзё[англ.] у замка Нагоя — коммерческий, экономический факультеты и факультет менеджмента;
- Кусумото (楠元), район Тикуса, Нагоя — факультеты стоматологии и фармации;
- Суэмори (末盛), район Тикуса, Нагоя — университетская стоматологическая больница.